# Campionati europei a squadre di judo 2021
I Campionati europei a squadre di judo 2019 si sono svolti a Ufa, in Russia, il 27 novembre 2021.

## Risultati
| Evento               | Oro     | Argento     | Bronzo         |
| Gara a squadre mista | Georgia | Paesi Bassi | Russia Turchia |

## Medagliere
| Posiz. | Nazione     | Oro | Argento | Bronzo | Totale |
| ------ | ----------- | --- | ------- | ------ | ------ |
| 1      | Georgia     | 1   | 0       | 0      | 1      |
| 2      | Paesi Bassi | 0   | 1       | 0      | 1      |
| 3      | Russia      | 0   | 0       | 1      | 1      |
| 3      | Turchia     | 0   | 0       | 1      | 1      |
| Totale | Totale      | 1   | 1       | 2      | 4      |